# Mesa County
Mesa County ist ein County im Westen des US-Bundesstaates Colorado. Der Verwaltungssitz des Countys (County Seat) befindet sich in Grand Junction.

## Geographie
Das County ist Teil des sogenannten Western Slopes von Colorado, einer Region im Westen des Staates. Es ist die Heimat der Ute-Indianer. Der Interstate 70 führt durch das County von Utah kommend nach Denver. Das County grenzt im Uhrzeigersinn an folgende Countys: Garfield County, Pitkin County, Gunnison County, Delta County, Montrose County und Grand County (Utah).
Das County wird vom Office of Management and Budget zu statistischen Zwecken als Grand Junction, CO Metropolitan Statistical Area geführt.

## Geschichte
Das County wurde 1883 aus dem Gunnison County herausgelöst. Der Name leitet sich vom Spanischen mesa (dt. Tafel) ab. Er rührt von den zahlreichen Tafelbergen der Gegend her.

## Demografische Daten

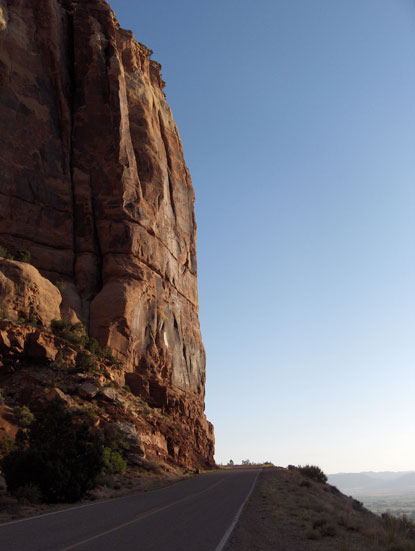
Das Rim Rock Drive Cliff

Nach der Volkszählung im Jahr 2000 lebten im County 116.255 Menschen. Es gab 45.823 Haushalte und 31.572 Familien. Die Bevölkerungsdichte betrug 13 Einwohner pro Quadratkilometer. Ethnisch betrachtet setzte sich die Bevölkerung zusammen aus 92,34 Prozent Weißen, 0,46 Prozent Afroamerikanern, 0,91 Prozent amerikanischen Ureinwohnern, 0,53 Prozent Asiaten, 0,10 Prozent Bewohnern aus dem pazifischen Inselraum und 3,67 Prozent aus anderen ethnischen Gruppen; 1,99 Prozent stammten von zwei oder mehr Ethnien ab. 10,02 Prozent der Gesamtbevölkerung waren spanischer oder lateinamerikanischer Abstammung.
Von den 45.823 Haushalten hatten 31,4 Prozent Kinder und Jugendliche unter 18 Jahre, die bei ihnen lebten. 55,3 Prozent waren verheiratete, zusammenlebende Paare, 9,8 Prozent waren allein erziehende Mütter. 31,1 Prozent waren keine Familien. 25,1 Prozent waren Singlehaushalte und in 10,3 Prozent lebten Menschen im Alter von 65 Jahren oder darüber. Die Durchschnittshaushaltsgröße betrug 2,47 und die durchschnittliche Familiengröße lag bei 2,94 Personen.
Auf das gesamte County bezogen setzte sich die Bevölkerung zusammen aus 25,0 Prozent Einwohnern unter 18 Jahren, 9,4 Prozent zwischen 18 und 24 Jahren, 26,7 Prozent zwischen 25 und 44 Jahren, 23,7 Prozent zwischen 45 und 64 Jahren und 15,2 Prozent waren 65 Jahre alt oder darüber. Das Durchschnittsalter betrug 38 Jahre. Auf 100 weibliche Personen kamen 96,0 männliche Personen, auf 100 Frauen im Alter ab 18 Jahren kamen statistisch 93,2 Männer.
Das jährliche Durchschnittseinkommen eines Haushalts betrug 35.864 USD, das Durchschnittseinkommen der Familien betrug 43.009 USD. Männer hatten ein Durchschnittseinkommen von 32.316 USD, Frauen 22.374 USD. Das Prokopfeinkommen betrug 18.715 USD. 10,2 Prozent der Bevölkerung und 7,0 Prozent der Familien lebten unterhalb der Armutsgrenze. Darunter waren 11,5 Prozent der Bevölkerung unter 18 Jahren und 8,1 Prozent der Einwohner ab 65 Jahren.

## Sehenswürdigkeiten

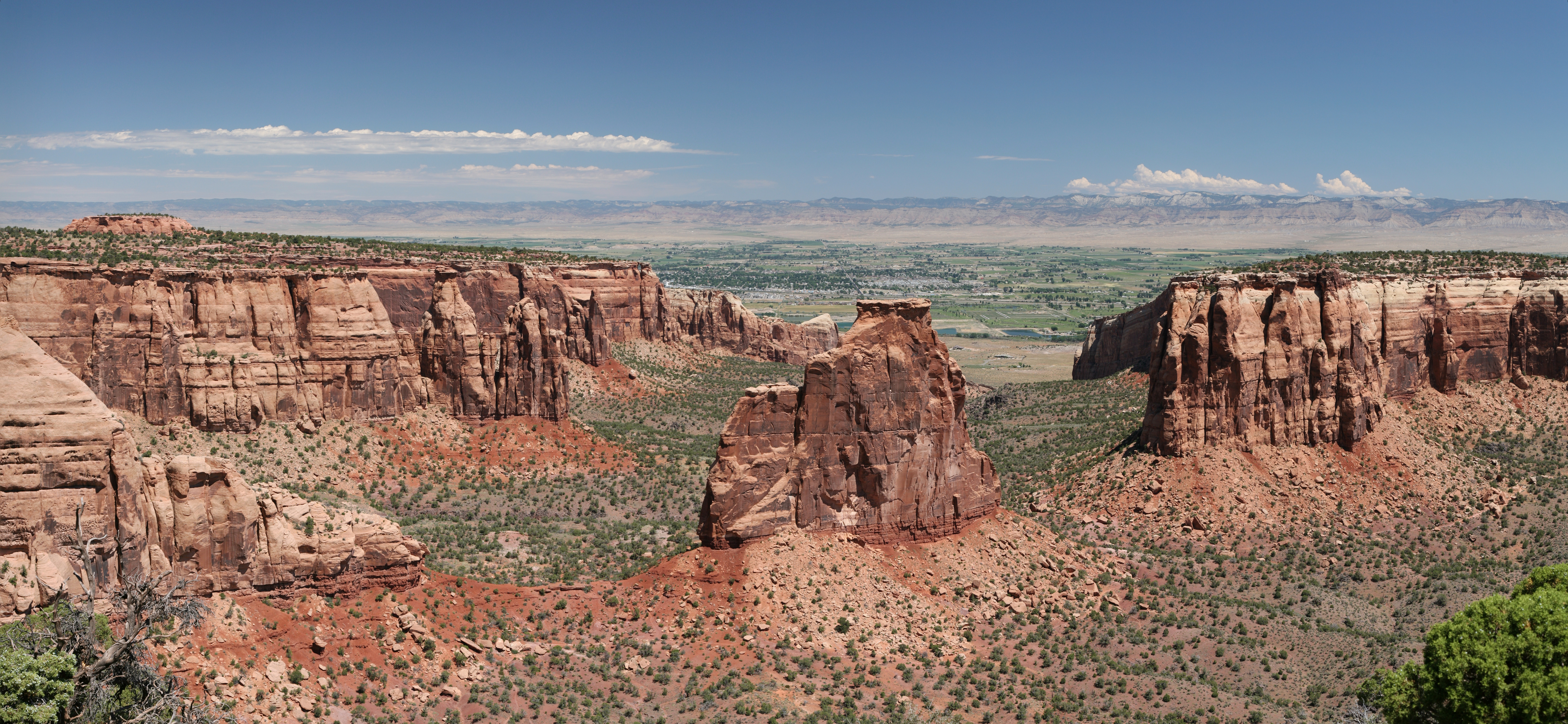
Independence Monument (Bildmitte) im Areal des Colorado National Monument (2010). Diese Zone wurde am 24. Mai 1911 von Präsident William Howard Taft zu einem National Monument erklärt.

35 Bauwerke, Stätten und historische Bezirke (Historic District) im Mesa County sind im National Register of Historic Places („Nationales Verzeichnis historischer Orte“; NRHP) eingetragen (Stand 13. September 2022), darunter zwei Sakralbauwerke, zwei Schulen und mehrere Objekte im Areal des Colorado National Monument.

## Orte im Mesa County
- Akin
- Appleton
- Bridgeport
- Bridges Switch
- Cameo
- Clifton
- Collbran
- De Beque
- Durham
- Fruita
- Fruitvale
- Gilsonite
- Grand Junction
- Heiberger
- Highland Park
- Johnsons Corner
- Kannah
- Loma
- Mack
- Mesa
- Mesa Lakes
- Molina
- Mount Lincoln
- Orchard Mesa
- Palisade
- Pear Park
- Plateau City
- Redlands
- Rhone
- Rosevale
- Utaline
- Whitewater